# Pastor (ofici)
Un pastor (del llatí pastor), és la persona que cuida un ramat d'animals, de manera que els treu a pasturar i els retorna al refugi. Se'l pot anomenar segons el bestiar de què tingui cura xaier, vaquer, cabrer, etc.
Donades les restriccions de circulació d'animals, la pèrdua d'habitants al món rural i la progressiva mecanització i estabulació a la granja occidental, és un ofici decreixent. Tanmateix, a zones amb un ampli pes del sector primari o a les poblacions nòmades, continua sent una de les professions principals, sigui a temps complet o parcial (completat amb l'agricultura a petita escala, per exemple).
A nivell mundial la superfície pasturada per animals domèstics supera en 2,5 vegades la superfície destinada a l'agricultura. A principis del segle XXI hi havia uns 1.600.000 caps de grans animals mamífers domèstics (sobretot bovins) i 2.500.000 petits mamífers (ovelles, cabres i porcs).
El pastor es pot ajudar d'animals guia, com el gos d'atura, per mantenir unit el ramat. És una persona amb bon coneixement del territori, per poder aprofitar les zones amb millors pastures a cada època. Per això culturalment se l'associa amb la terra, la llibertat i la vida senzilla (com tots els gèneres bucòlics, especialment l'ègloga).

## Pràctiques associades al pasturatge
L'ofici de pastor, o pastoralisme, forma part del conjunt de pràctiques englobades en la ramaderia extensiva. Les tècniques associades al pasturatge inclouen el pasturatge rotacional, que permet la regeneració de les terres, i la transhumància, que optimitza l'ús dels recursos naturals al llarg de l'any. També destaca l'ús de races autòctones, adaptades al clima local i més resistents, així com la importància de mantenir les pastures comunals, que fomenten la cooperació i eviten la sobreexplotació. L'ofici és estretament vinculat amb la conservació del paisatge a través del control del sotabosc i la gestió sostenible de les pastures, contribuint a la preservació ecològica i cultural de la regió.

## El pasturatge als Països Catalans
A Catalunya hi ha iniciatives com l'Escola de Pastors i Pastores de Catalunya, que treballen per preservar aquest ofici i transmetre els coneixements tradicionals a les noves generacions2. També hi ha projectes com la sèrie documental “Pastors i ramats. Un món que se’n va”, que recull la memòria oral d’aquest ofici i en fa difusió.
A més, els pastors i pastores formatgers dels Països Catalans s’han unit per crear un segell que distingeixi els formatges artesans elaborats a partir de la llet del propi ramat, destacant la importància de defensar l’ofici i valorar tot el que hi ha darrere dels seus productes.